# Linwood (Howard megye, Maryland)
Linwood önkormányzat nélküli település az USA Maryland államában, Howard megyében.  